# Europaspiele 2015/Synchronschwimmen
Bei den Europaspielen 2015 in Baku, Aserbaidschan wurden vom 12. bis 16. Juni 2015 insgesamt vier Wettbewerbe im Synchronschwimmen ausgetragen.
Einen Tag vor der Eröffnung der Europaspiele fuhr ein Bus die österreichischen Synchronschwimmerinnen Vanessa Sahinovic, Luna Pajer und Verena Breit an und verletzte sie schwer.

## Medaillengewinner

### Solo
| Platz | Sportler             | Land       | Punkte   |
| ----- | -------------------- | ---------- | -------- |
| 1     | Anissija Neborako    | Russland   | 170,9924 |
| 2     | Berta Ferreras Sanz  | Spanien    | 162,9758 |
| 3     | Anna-Maria Alexandri | Österreich | 162,4333 |

Datum: 16. Juni 2015

Teilnehmerinnen:

9.  Lara Mechnig

11.  Vivienne Koch

14.  Michelle Zimmer

### Duett
| Platz | Sportler                                     | Land       | Punkte   |
| ----- | -------------------------------------------- | ---------- | -------- |
| 1     | Walerija Filenkowa Darja Kulagina            | Russland   | 169,0568 |
| 2     | Anna-Maria Alexandri Eirini-Marina Alexandri | Österreich | 162,8395 |
| 3     | Jana Narischna Jelysaweta Jachno             | Ukraine    | 161,6500 |

Datum: 15. Juni 2015

Teilnehmerinnen:

9.  Maxence Bellina, Maria Piffaretti

13.  Lara Mechnig, Marluce Schierscher

### Team
| Platz | Land     | Punkte   |
| ----- | -------- | -------- |
| 1     | Russland | 169,0992 |
| 2     | Spanien  | 162,0406 |
| 3     | Ukraine  | 159,0860 |

Datum: 15. Juni 2015

Teilnehmerinnen:

8.  Schweiz

### Freie Kombination
| Platz | Land     | Punkte  |
| ----- | -------- | ------- |
| 1     | Russland | 90,2333 |
| 2     | Spanien  | 87,7333 |
| 3     | Ukraine  | 86,8667 |

Datum: 16. Juni 2015

Teilnehmerinnen:

13.  Österreich

## Medaillenspiegel
| Rang   | Land       | Gold | Silber | Bronze | Gesamt |
| ------ | ---------- | ---- | ------ | ------ | ------ |
| 1      | Russland   | 4    | 0      | 0      | 4      |
| 2      | Spanien    | 0    | 3      | 0      | 3      |
| 3      | Österreich | 0    | 1      | 1      | 2      |
| 4      | Ukraine    | 0    | 0      | 3      | 3      |
| Gesamt | Gesamt     | 4    | 4      | 4      | 12     |